# Mastomys shortridgei
Mastomys shortridgei és una espècie de mamífer rosegador de la família dels múrids. Viu a altituds de fins a 400 msnm a l'extrem nord-occidental de Botswana, el nord-est de Namíbia i l'est d'Angola. Els seus hàbitats naturals són els canyars i els aiguamolls herbosos. És una espècie en risc mínim, és a dir, no sembla que hi hagi cap amenaça significativa per a la seva supervivència. L'espècie fou anomenada en honor del zoòleg britànic Guy Chester Shortridge.